# Cú đại bàng Á Âu
Cú đại bàng Á Âu (danh pháp hai phần: Bubo bubo), còn gọi là cú đại bàng, là một loài cú lớn cư trú ở đại lục Á Âu. Đây là một trong những loài chim lớn nhất thuộc họ Cú mèo.

## Mô tả
Cú đại bàng Á Âu là một loài cú lớn và mạnh mẽ. Nó nhỏ hơn đại bàng vàng nhưng lớn hơn cú trắng. Đôi khi nó được gọi là cú lớn nhất thế giới dù cú bắt cá Blakiston (B. blakistoni) trung bình hơi nặng hơn và cú xám lớn (Strix nebulosa) trung bình hơi dài hơn.
Cú đại bàng Á Âu có sải cánh dài 160–188 cm (63–74 in), với các cá thể lớn nhất có sải cánh dài đến 200 cm (79 in). Tổng chiều dài của loài cú này có thể dao động trong khoảng 56 đến 75 cm (22 đến 30 in). Con mái cân nặng 1,75–4,2 kg (3,9–9,3 lb) và con trống cân nặng 1,5–3 kg (3,3–6,6 lb). Trong khi đó, cú lợn lưng xám (Tyto alba), loài cú phân bố rộng rãi nhất thế giới, có cân nặng khoảng 500 gram và Cú sừng lớn (B. virginianus), là loài điền vào vai trò sinh thái của Cú đại bàng Á Âu ở Bắc Mỹ, cân nặng khoảng 1,4 kg.
Theo các kích thước chuẩn của Cú đại bàng Á Âu, chúng có đuôi dài 23–31 cm (9,1–12,2 in) xương cổ chân dài 7,4–8,8 cm (2,9–3,5 in) và mỏ dài 4,2–5,8 cm (1,7–2,3 in).

## Môi trường sống
Cú đại bàng Á Âu phân bố rải rác ở vùng núi đá nhưng có thể sống trong một loạt các môi trường sống. Chúng được tìm thấy trong các môi trường sống đa dạng như rừng cây lá kim phương Bắc và rìa của sa mạc rộng lớn.
Cú đại bàng thường được thấy nhiều nhất trong khu vực vách đá và khe núi được bao bọc bởi một tán cây và bụi cây. Trong rừng taiga, các bờ biển đá, thảo nguyên và đồng cỏ, cũng có thể tìm thấy chúng, chủ yếu là trong khi chúng đi săn trong vùng lãnh thổ rộng lớn của mình. Do sở thích đối với vùng núi đá, chúng thường được tìm thấy trong khu vực miền núi và có thể được tìm thấy ở độ cao đến 2.000 m (6.600 ft) tại châu Âu và 4.500 m (14.800 ft) ở châu Á. Tuy nhiên, chúng cũng có thể được tìm thấy ở mực nước biển.
Mặc dù được tìm thấy nhiều nhất trong khu vực thưa thớt dân cư của con người, đôi khi cú đại bàng cũng sinh sống trong vùng đất nông nghiệp và thậm chí chúng đã được quan sát thấy trong các công viên như trong các thành phố châu Âu.
Như hầu hết các loài cú, cú đại bàng phần lớn hoạt động về đêm. Chúng ăn chủ yếu các động vật có vú nhỏ cỡ 200 g - 2 kg (0,44-4,4 lb), chẳng hạn như chuột đồng, chuột cống, chuột nhắt, thỏ và thỏ rừng. Tuy nhiên, con mồi bị giết có thể lên đến kích thước của cáo trưởng thành và chuột marmota hay hươu nhỏ (đến 17 kg), nếu bị bắt bất ngờ. Trong trung tâm châu Âu, nhím chuột cũng là một con mồi ưa thích. Cú đại bàng có thể thường xuyên ghé thăm bãi rác để bắt chuột. Nhóm quan con mồi trọng khác của cú đại bàng Á-Âu là các loài chim khác. Hầu hết các loại chim là con mồi tiềm năng bao gồm quạ, gà rừng, gõ kiến, diệc, đặc biệt ở khu vực ven biển là vịt, chim biển và ngỗng. Chim ăn thịt khác, bao gồm các loài lớn như diều hâu phương Bắc (Accipiter gentilis), cắt lớn (Falco Peregrinus) và diều mướp lớn, cũng thường xuyên là con mồi cũng như hầu hết các loại của cú khác. Khi có cơ hội, chúng cũng bắt cả bò sát, kể cả rắn độc lớn, ếch nhái, cá và thậm chí côn trùng lớn và giun đất.
Cú đại bàng thường quan sát hoạt động của con mồi từ trên một cành cây, sau đó sà nhanh xuống chóng một khi con mồi bị phát hiện. Con mồi thường thiệt mạng một cách nhanh chóng bởi móng vuốt mạnh mẽ của cú đại bàng mặc dù đôi bị giết chết khi bị cắn vào đầu. Sau đó, chúng nuốt toàn bộ con mồi hoặc xé thành miếng bằng mỏ. Đôi khi, chúng có thể bắt các loài chim khác khi đang bay, bao gồm cả chim di cư ban đêm bị chặn vào giữa chuyến bay. Con mồi lớn hơn (trên 3,5 kg (7.7 lb)) được ăn trên mặt đất khiến cho cú đại bàng dễ bị mất con mồi hoặc thậm chí bị ăn thịt bởi các động vật ăn thịt như cáo. Chế độ ăn uống của chúng thường trùng với đại bàng vàng lớn hơn nhưng cạnh tranh trực tiếp là không phổ biến do khác nhau về thời gian hoạt động giữa chúng.

## Sinh sản và sinh sống
Cú đại bàng thường làm tổ trên những gờ vách đá, đường nứt và hang động. Đôi khi, chúng cũng có thể chiếm một tổ của một loài chim lớn như quạ đen (Corvus Corax) hoặc đại bàng vàng. Sự sinh sản thường bắt đầu vào cuối mùa đông, đôi khi muộn hơn. Con mái đẻ từ 1-6 trứng trong khoảng 3 ngày và ấp trứng một mình, bắt đầu từ quả trứng đầu tiên trong 30-36 ngày. Trong suốt thời gian này con mái được con trống cung cấp thức ăn tại tổ.
Chim non mở mắt vào khoảng 2 ngày tuổi và được ấp trong khoảng 2 tuần. Con mái ở lại với con non tại tổ trong 4-5 tuần. Trong 2-3 tuần đầu tiên con trống mang thức ăn đến tổ hoặc để nó ở gần, và con mái mớm những miếng thức ăn nhỏ cho con non, hoặc con trống cho con non ăn trực tiếp. Sau 3 tuần chim non bắt đầu tự ăn được và bắt đầu nuốt những con mồi nhỏ. Sau 5 tuần con non có thể đi lại xung quanh khu vực làm tổ, và sau 52 ngày có thể bay vài mét. Chúng có thể rời khỏi tổ trên mặt đất sớm khi được 22-25 ngày tuổi, trong khi ở tổ trên cao là từ 5-7 tuần tuổi. Con non được chăm sóc bởi cả chim bố lẫn chim mẹ trong khoảng 20-24 tuần. Chúng trở thành độc lập vào giữa tháng chín và tháng 11 ở châu Âu, và rời khỏi lãnh thổ của cha mẹ (hoặc bị đuổi đi). Tại thời điểm này con trống bắt đầu kiểm tra các vị trí làm tổ tiềm năng trong tương lai. Con non trưởng thành giới tính vào năm sau, nhưng thường không phối giống cho đến khi chúng có thể thiết lập một lãnh thổ vào khoảng 2-3 tuổi.
Cú đại bàng có thể sống đến 20 năm trong tự nhiên. Tuy nhiên, như nhiều loài chim khác trong điều kiện nuôi nhốt chúng có thể sống lâu hơn nữa do không cần phải chịu đựng điều kiện tự nhiên khó khăn, và có thể tồn tại tới 60 năm trong sở thú. Con trưởng thành mạnh khỏe bình thường không có kẻ thù tự nhiên và do đó được coi là động vật ăn thịt đỉnh. Nguyên nhân tử vong hàng đầu đối với các loài này là do nhân tạo: Điện giật, tai nạn giao thông và săn bắn.

## Các phân loài
Có tất cả 13 phân loài, bao gồm: 
- B. b. bubo (Linnaeus, 1758). Phân bố ở châu Âu, từ Pyrenees và Địa Trung Hải, phía đông tới Ukraina, phía bắc tới Scandinavi, Matxcơva và tây bắc nước Nga. Cánh: con trống 435–480mm, con mái 455–500mm; mỏ 45–58mm. Cân nặng: con trống 1550–2800g, con mái 2280–4200 g.
- B. b. hispanus (Rothschild & Hartert, 1910). Phân bố ở bán đảo Iberia và có thể vùng cây cối của dãy núi Atlas Mountains ở Algeri và Maroc. Tương tự với phân loài phổ thông (B. b. bubo) nhưng màu nhạt hơn và hơi nhỏ hơn. Cánh: con trống 420–450mm, con mái 445–470mm.
- B. b. ruthenus (Zhitkov & Buturlin, 1906). Phân bố ở phía đông của Matxcơva tới sông Ural và phía nam tới cửa sông Volga. Nhạt màu hơn phân loài phổ thông. Cánh: con trống 440–468mm, con mái 471–490mm.
- B. b. interpositus (Rothschild & Hartert, 1910). Phân bố ở Bessarabia, Crimea, Caucasus, Tiểu Á, Palestine, Syria và Iran. Sẫm màu hơn phân loài B. b. ruthenus. Cánh: con trống 425–475mm, con mái 440–485mm. Đuôi 240–290mm.
- B. b. sibiricus (Gloger, 1833). Phân bố ở Tây Siberia tới trung lưu sông Ob và phía tây dãy núi Altai, phía bắc tới giới hạn của rừng taiga. Màu rất nhạt so với các phân loài khác. Cánh. Cánh: con trống 435–480mm, con mái 472–515mm.
- B. b. yenisseensis (Buturlin, 1912). Phân bố ở trung tâm Siberia giữa sông Ob, hồ Baikal, dãy núi Altai và phía bắc Mông Cổ. Sẫm màu hơn phân loài B. b. sibiricus. Cánh: con trống 435–470mm, con mái 473–518mm.
- B. b. jakutensis (Buturlin, 1908). Phân bố ở đông bắc Siberia. Sẫm màu hơn phân loài B. b. yenisseensis. Cánh: con trống 455–490mm, con mái 480–503mm.
- B. b. ussuriensis (Polyakov, 1915). Phân bố ở đông nam Siberia tới bắc Trung Quốc, Sakhalin và Kuriles. Sẫm màu hơn phân loài B. b. jakutensis. Cánh: con trống 430–475mm, con mái 460–502mm.
- B. b. kiautschensis (Reichenow, 1903). Phân bố ở Triều Tiên và Trung Quốc, phía nam tới Tứ Xuyên và Vân Nam. Nhỏ và sẫm màu hơn phân loài B. b. ussuriensis. Cánh: con trống 410–448mm, con mái 440–485mm.
- B. b. turcomanus (Eversmann, 1835). Phân bố ở giữa Volga và thượng lưu Ural, bờ biển Caspian và biển Aral Sea, phía đông tới lòng chảoTarim, tới phía tây Mông Cổ. Rất nhạt màu tương tự phân loài B. b. nikolskii và B. b. omissus. Cánh: con trống 440–470mm, con mái 445–512mm.
- B. b. omissus (Dementiev, 1932). Phân bố ở Turkmenia và sát ngay Iran, Tân Cương. Dạng sa mạc điển hình. Cánh: con trống 420–450mm, con mái 445–460mm.
- B. b. nikolskii (Zarudny, 1905). Phân bố ở Iran tới Pakistan. Nhỏ hơn phân loài B. b. omissus. Cánh: con trống 405–430mm, con mái 410–465mm.
- B. b. hemachalana (Hume, 1873). Phân bố ở dãy núi Thiên Sơn tới dãy núi Pamir Mountains, bắc tới Kara Tau, nam tới Balochistan và dãy Himalaya. Cánh: con trống 450–485mm, con mái 470–505mm.

## Hình ảnh

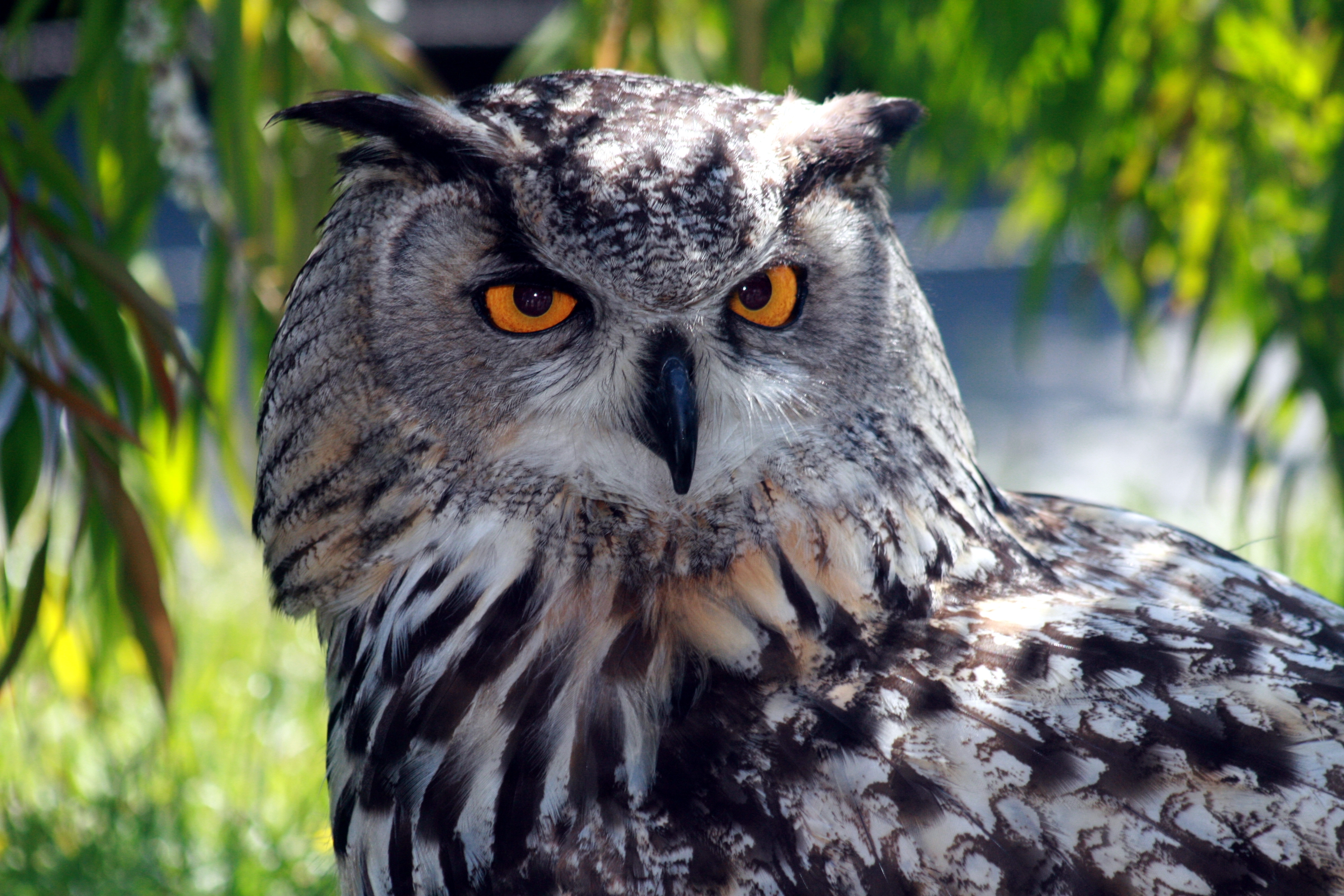
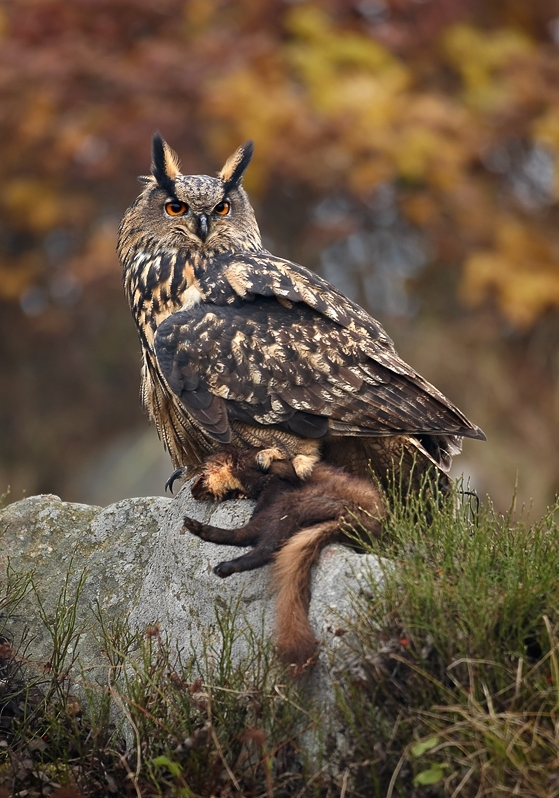
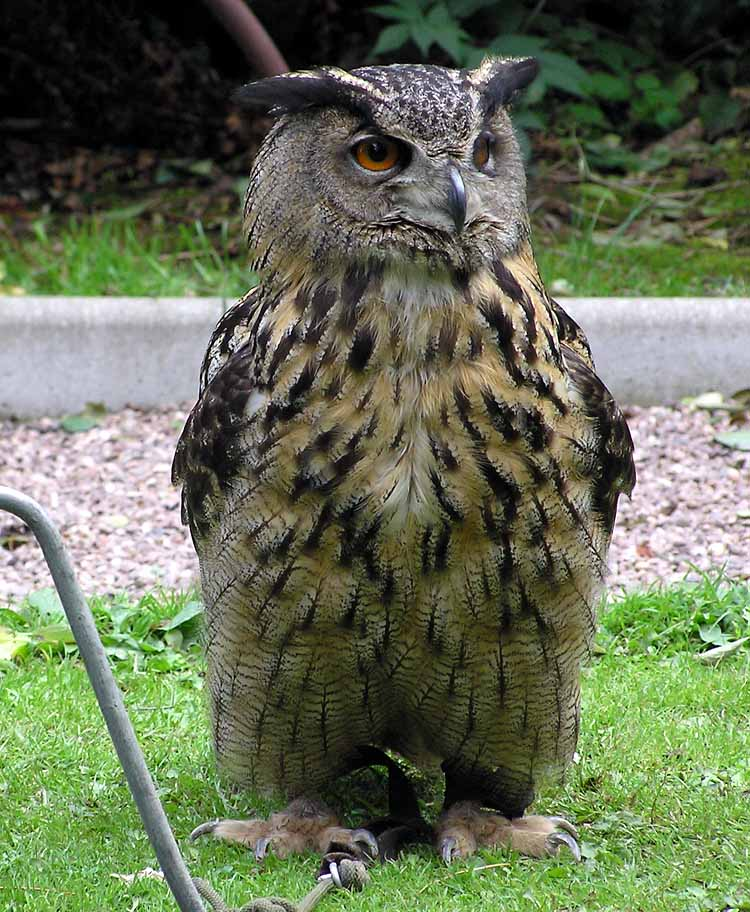
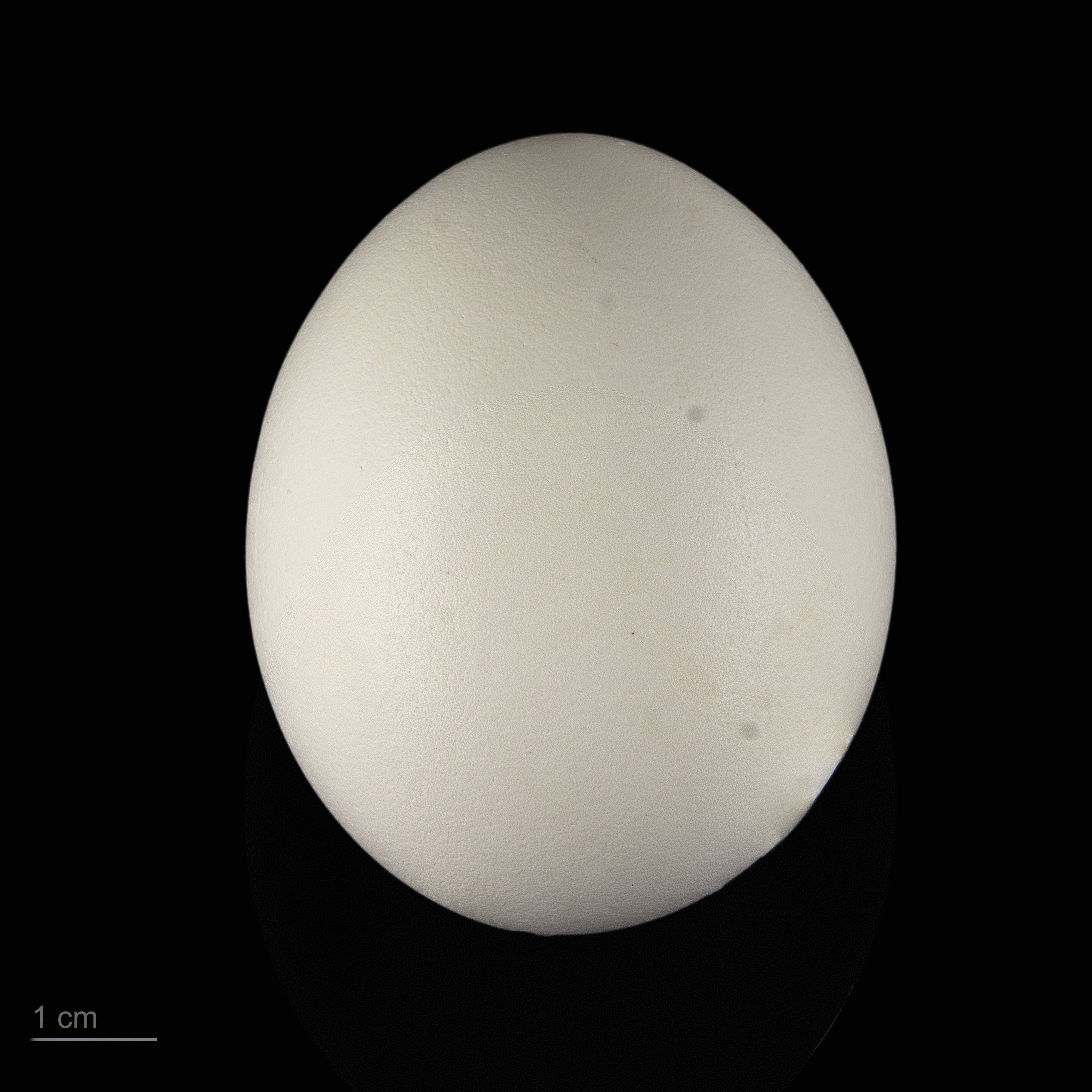
Bubo bubo bubo